# ساعات تابستانی
ساعات تابستانی (فرانسوی: L'Heure d'été‎) یک فیلم درام فرانسوی به کارگردانی الیویه آسایاس است که در سال ۲۰۰۸ منتشر شد.

## بازیگران
- شارل برلینگ در نقش Frédéric Marly
- ژولیت بینوش در نقش Adrienne Marly
- ژرمی رنیر در نقش Jérémie Marly
- ادیت اسکوب در نقش Hélène Berthier
- دومینیک ریموند در نقش Lisa Marly
- Valérie Bonneton در نقش Angela Marly
- ایزابل سادویان در نقش Éloïse
- آلیس دو لانکسن در نقش Sylvie